# Браниште (Филијаши)
Браниште (рум. Braniște) насеље је у Румунији у жупанији Долж у граду Филијаши. Место се налази на надморској висини од 188 m.

## Становништво
Према подацима из 2021. године у насељу је живео 71 становник.